# Agger (Lohmar)
Agger ist ein Stadtteil von Lohmar im Rhein-Sieg-Kreis in Nordrhein-Westfalen.

## Geographie
Agger liegt im nördlichen Bereich des Stadtgebietes von Lohmar an der Grenze zur Stadt Overath. Umliegende Ortsteile und Weiler bei Agger sind im Westen Honrath, im Osten Honsbach, im Südosten Neuhonrath und im Süden Naafshäuschen. Ebenfalls südlich liegt der große Lohmarer Stadtteil Wahlscheid. Agger liegt entlang der Bundesstraße 484 zwischen Wahlscheid und Overath.
Durch den Ort Agger fließt der Jexmühlenbach, der in den an Agger vorbeifließenden, namensgebenden Fluss Agger rechts mündet.

## Geschichte
Im Jahre 1885 hatte der Weiler Agger 11 Einwohner, die in vier Häusern lebten.
Nach einem Adressbuch aus dem Jahre 1901 zählte der Ort Agger zwei Ackerer, einen Bäcker und einen Viktualienhändler.
Bis zum 1. August 1969 gehörte der Ort zu der bis dahin eigenständigen Gemeinde Wahlscheid.

## Verkehr
- Agger liegt direkt an der Bundesstraße 484.
- Bei Agger liegt der Bahnhof Honrath in Jexmühle.
- Agger gehört zum Tarifgebiet des Verkehrsverbund Rhein-Sieg (VRS).
- Ein Anruf-Sammeltaxi (AST) ist ein den ÖPNV erweiterndes Verkehrsmittel.